# دانیل مرو
 دانیل مرو (انگلیسی: Daniel Marot؛ ۱۶۶۱ – ۴ ژوئن ۱۷۵۲) یک معمار اهل فرانسه بود.